# Hyundai Motor
Hyundai Motor Company, «Хёндэ мо́тор ко́мпани», кор. 현대자동차 주식회사?, 現代自動車株式會社?) — южнокорейская автомобилестроительная компания. Крупнейший автопроизводитель в стране и один из крупнейших в мире. Кроме автомобилей производит поезда, военную технику, промышленное оборудование и оказывает финансовые услуги. Штаб-квартира расположена в Сеуле. Входит в конгломерат Hyundai Motor Group, созданный в 2000 году. В списке крупнейших публичных компаний мира Forbes Global 2000 за 2022 год Hyundai Motor заняла 147-е место.

## История
Компания основана в 1967 году Чон Чжу-ёном. В 1968 году начал работу первый завод по сборке автомобилей в Ульсане, начавший производство автомобилей Ford Cortina. В конце 1960-х и начале 1970-х годов компания занималась выпуском нескольких легковых и одной грузовой модели американского концерна Ford.
В 1972 году правительство Южной Кореи дало право производить автомобили четырём компаниям, одной из которых и стал Hyundai. В 1974 году началось производство малолитражной Hyundai Pony, над внешним видом которой работали мастера из итальянского ателье Italdesign Giugiaro. К 1980 году концерн должен был производить до 50 000 автомобилей в год с локализацией производства компонентов до 91 %, что и было выполнено. В 1983 году было открыто торговое представительство в Канаде, а в 1985 году — в США. Первое поколение популярного и в наши дни седана Sonata появилось осенью 1988 года, в 1996 в производство пошла спортивная модель Coupe.
В конце 1994 года было создано совместное предприятие в Турции Hyundai Assan Otomotiv, его основной завод в Измите начал работу в сентябре 1997 года; первоначальная производительность составляла 125 тыс. автомобилей в год, в 2013 году она была увеличена до 210 тыс. Также в 1997 году был открыт завод в Асане, ставший вторым производственным центром компании в Республике Корея. В сентябре 1998 года началось производство автомобилей Hyundai в Индии на первом интегрированном автозаводе вне Кореи; в 2008 году был открыт второй завод, их общая производительность составляет 750 тыс. автомобилей в год.
В 1998 году Hyundai поглотила корейскую автомобилестроительную компанию Kia Motors. В 2000 году компания заключила стратегический альянс с DaimlerChrysler, существовавший несколько лет. По данным на 2006 год состоящий из пяти предприятий завод Hyundai в корейском городе Ульсан считался крупнейшим автомобилестроительным заводом в мире.
В 2002 году был создан производственный филиал в штате Алабама (США), его завод, способный выпускать 400 тыс. автомобилей в год, был открыт в мае 2005 года. Также в 2002 году было создано совместное предприятие Beijing Hyundai в КНР, его первый завод начал работу в 2004 году. В конце 2008 года был открыт завод в Ношовице (Чехия). В сентябре 2012 года началось производство на заводе в Сан-Паулу (Бразилия), первом заводе Hyundai Motor в Латинской Америке, его производительность 185 тыс. автомобилей в год.
В июле 2017 года был открыт пятый завод Hyundai Motor в Китае, где компания работает в рамках совместного предприятия с Beijing Automotive Industry Holding; суммарная производительность 5 заводов составляет 1,65 млн автомобилей в год. Также в 2017 году было создано совместное предприятие во Вьетнаме Hyundai Thanh Cong Manufacturing Vietnam по сборке автомобилей для продажи во Вьетнаме и других странах ASEAN.
В 2020 году у японского конгломерата SoftBank за 1,1 млрд долларов был куплен американский производитель роботов Boston Dynamics.
В марте 2022 года начал работу первый завод компании в Индонезии, способный производить до 250 тыс. автомобилей в год.

## Название и произношение
Слово 현대(現代) в переводе с корейского означает «современность». Правильная русская транслитерация этого слова — Хёндэ. На официальном сайте компании используется написание «Хёндэ». Поскольку в России марка часто записывается латиницей, часто встречаются ошибочные прочтения латинской транслитерации, такие как «Хёндай», «Хюндай», «Хундай» и т. п. Подобные сложности прочтения латинской транслитерации встречаются и в других странах.

## Собственники и руководство
Компания входит в Hyundai Motor Group. Крупнейшими акционерами компании по состоянию на 2021 год являлись производитель автокомпонентов Hyundai Mobis (21,43 %), национальный пенсионный фонд Кореи (5,95 %) и Чон Мон Гу (정몽구, Chung Mong-koo) (5,33 %). Капитализация на май 2021 года — 53,47 трлн корейских вон (около $47,6 млрд).

## Деятельность
Компании принадлежит ряд автозаводов в Южной Корее (в том числе крупнейший в мире автосборочный завод в Ульсане), Турции, Северной Америке, Китае, Индии, Чехии, России и Бразилии.
Автомобили компании продаются в 5000 автосалонов по всему миру. Официальный слоган компании — «New thinking, new possibilities».
Подразделения компании по состоянию на 2021 год:
- Автомобили — производство и продажа автомобилей, 80 % выручки;
- Финансовые услуги — кредитование покупателей и дилеров, обслуживанием кредитных карт и другие финансовые услуги, 14 % выручки;
- Прочее — научно-исследовательская деятельность, деятельность дочерней компании Hyundai Rotem, производящей скоростные поезда, оружие и оборудование для сталелитейных комбинатов и автозаводов, 6 % выручки.

За 2021 год было продано 3,912 млн автомобилей, из них 727 тыс. — в Корее. Основными рынками сбыта являются Республика Корея (35 % выручки), Северная Америка (35 %), Европа (18 %), Азия (10 %).
|                     | 2010  | 2011  | 2012  | 2013  | 2014  | 2015  | 2016  | 2017  | 2018  | 2019  | 2020  | 2021  |
| ------------------- | ----- | ----- | ----- | ----- | ----- | ----- | ----- | ----- | ----- | ----- | ----- | ----- |
| Оборот              | 66,99 | 77,80 | 84,47 | 87,31 | 89,26 | 91,96 | 93,65 | 96,38 | 96,81 | 105,7 | 104,0 | 117,6 |
| Чистая прибыль      | 6,001 | 8,105 | 9,061 | 8,993 | 7,649 | 6,509 | 5,720 | 4,546 | 1,645 | 3,186 | 1,925 | 5,693 |
| Активы              | 94,71 | 109,5 | 121,5 | 133,4 | 147,2 | 165,4 | 178,8 | 178,2 | 180,7 | 194,5 | 209,3 | 233,9 |
| Собственный капитал | 32,89 | 40,33 | 47,92 | 56,58 | 62,62 | 66,88 | 72,34 | 74,76 | 73,90 | 76,37 | 76,34 | 82,62 |

### В России
Должность исполнительного директора компании «Хендэ Мотор СНГ» с 1 февраля 2015 года занимает Алексей Калицев.
19 декабря 2023 года Hyundai Motor заявила о продаже завода в Санкт-Петербурге российской компании "Арт-Финанс" за 7 тыс. рублей. По оценке компании убыток от сделки составит около 219 млн долларов. Компания заявила о планах включить в соглашение опцию об обратном выкупе. 
ТагАЗ
В России сборка легковых автомобилей Hyundai моделей Accent, Sonata и Elantra XD, кроссовера Santa Fe Classic, а также лёгких грузовиков «Портер» осуществлялась до 2010 года в Таганроге на заводе ТАГАЗ (позднее сборка Accent, Sonata и Santa Fe была возобновлена).
Автотор
С 2013 года сборку автомобилей под брендом Hyundai ведет завод Автотор.

#### Hyundai Motor Manufacturing Rus
Завод в Каменке
60°03′39″ с. ш. 30°07′39″ в. д.
В декабре 2007 года было подписано соглашение о строительстве автомобильного завода Hyundai в России. Строительство завода началось в июне 2008 года в Санкт-Петербурге, в промзоне Каменка. Объём инвестиций составил 400 млн долларов США.
Завод начал работу в сентябре 2010 года. Проектная мощность в 200 тысяч легковых автомобилей в год была поделена между Hyundai Motor и родственной ей Kia Motors пополам. В 2011 году на предприятии осуществлялось производство автомобилей Hyundai Solaris и Kia Rio. В октябре 2015 года заводом выпущен миллионный автомобиль. В 2016 году начато производство Hyundai Creta, в 2017 году Hyundai Solaris и Kia Rio.
Завод осуществляет полный цикл изготовления кузовов из российской стали: штамповку, сварку и окраску. На 2016 год заявлена локализация 46 %.
В 2013 году завод выпустил 229,4 тыс. автомобилей, в том числе 128,4 тыс. под маркой Hyundai. В 2018 году объём производства превысил 235 тыс. автомобилей
Заводы автокомпонентов
Вместе с автозаводом, на соседней площадке, был запущен ряд заводов по производству автокомплектующих, например Hyundai Mobis (приборная панель), Doowon Climate Control Co. (кондиционирование и вентиляция), Daewon Sanup Co. (автокресла), NVH Korea Inc. (салон), Sejong Industrial Co. (выхлопные системы), Donghee Industrial Co., Sungwoo Hitech Co., Shin Young Co. и другие.
Завод двигателей
В июне 2020 года в Санкт-Петербурге началось строительство российского завода по производству двигателей компании Hyundai WIA. Завод открыт в сентябре 2021 года, плановая мощность до 240 тыс. двигателей в год. Локализация двигателя будет включать изготовление блока цилиндров, головки блока цилиндров, коленвала.
Завод GM Шушары
59°49′01″ с. ш. 30°25′20″ в. д.
В 2020 году приобретается остановленный в 2015 году автосборочный завод General Motors GM Шушары.

## Дочерние компании
Основные дочерние компании по состоянию на 2021 год:
- Hyundai Motor America (США, 100 %, выручка 22,9 трлн вон)
- Hyundai Motor Europe GmbH (Германия, 100 %, выручка 11,8 трлн вон)
- Hyundai Capital America (США, 80 %, выручка 10,7 трлн вон)
- Hyundai Motor Manufacturing Alabama, LLC (США, 100 %, выручка 8,1 трлн вон)
- Hyundai Motor Manufacturing Czech, s.r.o. (Чехия, 100 %, выручка 7,4 трлн вон)
- Hyundai Motor India Limited (Индия, 100 %, выручка 7,3 трлн вон)
- Hyundai Auto Canada Corp. (Канада, 100 %, выручка 3,6 трлн вон)
- Hyundai Capital Services, Inc. (Республика Корея, 59,68 %, выручка 3,5 трлн вон)
- Hyundai Motor Manufacturing Rus LLC (Россия, 70 %, выручка 3,2 трлн вон)
- Hyundai Assan Otomotiv Sanayi Ve Ticaret A.S. (Турция, 97 %, выручка 3,0 трлн вон)
- Hyundai Rotem Company (Республика Корея, 33,77 %, выручка 2,9 трлн вон)
- Hyundai Card Co., Ltd. (Республика Корея, 36,96 %, выручка 2,7 трлн вон)
- Hyundai Motor Brasil Montadora de Automoveis LTDA (Бразилия, 100 %, 2,1 трлн вон)
- Hyundai KEFICO Corporation (Республика Корея, 100 %, выручка 2,0 трлн вон)
- Hyundai Motor Company Australia Pty Limited (Австралия, 100 %, выручка 1,9 трлн вон)

### Гибридные автомобили
Hyundai представил свой первый гибрид Click/Getz Hybrid в 2004 году, а в 2005 году продемонстрировал гибридный Accent на Международном автошоу в Гуанчжоу. Hyundai поставил 780 автомобилей Click различным правительственным структурам. До конца 2008 года Hyundai поставит правительству ещё 3390 гибридных автомобилей. Hyundai самостоятельно разрабатывал гибридную схему, используя технологии компании Enova.

## Автобусы Hyundai
Автобусное отделение Hyundai Motor с 1967 года выпускает разнообразную гамму автобусов от особо малого класса до большого. Фирма имеет множество сборочных предприятий, в России это был завод ТагАЗ, размещенный в Таганроге.

### Особо малый класс
- Hyundai H-1 — микроавтобус для перевозки пассажиров и багажа по дорогам улучшенного качества. Его длина — 5150 мм.

### Малый класс
- Hyundai County — автобус малого класса, предлагается в двух версиях, в зависимости от длины и вместимости. Модель Standard body имеет длину 6345 мм (15—26 мест для сидения). Модель Long body в длину 7080 мм (29—30 сидений).
- Hyundai Chorus — автобус малого (среднего) класса, предлагается в двух версиях — Standart и Long.

### Большой класс
- Hyundai Aero City
- Hyundai Aero Space LD
- Hyundai Aero Space LS
- Hyundai Aero Express LDX
- Hyundai Aero Express HDX
- Hyundai Aero Queen
- Hyundai Universe

## Транспорт на водородных топливных элементах
Hyundai к концу 2006 года произвёл 10 автомобилей и автобусов на водородных топливных элементах. Hyundai Motor начали продажи Tucson SUV на топливных элементах к 2010 году. В 2018 году представлен Hyundai Nexo
Два Tucson FCEV и автобус на водородных топливных элементах испытываются в Калифорнии. Топливные элементы производства компании UTC Power (США).
Летом 2006 года во время Кубка мира по футболу гибридный автобус на водородных топливных элементах Hyundai перевозил туристов от аэропорта Тегель до Олимпийского стадиона в Берлине. Мощность топливных элементов 160 кВт. Дальность пробега на одной заправке 300 км.
К 2008 году правительство Южной Кореи инвестировало 48 млрд вон ($51,7 млн) в разработку автобусов и автомобилей на топливных элементах. В 2007 году начались испытания 14 автомобилей Hyundai-Kia. Девять автомобилей на топливных элементах были изготовлены в 2007 году, ещё 20 — в 2008 году.